# De Siciliaan
De Siciliaan (originele titel The Sicilian) is een misdaadroman uit 1984, geschreven door Mario Puzo. Het boek is sterk gebaseerd op Puzo's bekendste werk, De Peetvader, en wordt vaak gezien als het vervolg op dat boek.
Het verhaal gaat een stuk over het leven van Michael Corleone op Sicilië tegen het einde van zijn ballingschap, zoals te lezen was in De Peetvader. Het grootste deel gaat over de bandiet Salvatore Giuliano (1922-1950).

## Verhaal
Het verhaal begint in 1950 met Michael Corleone, die op het punt staat te vertrekken naar Amerika, de opdracht krijgt van zijn vader om Giuliano mee te nemen naar Amerika. Hij heeft een ontmoeting met Don Croce, de grote maffialeider op Sicilië. Het gesprek gaat over de ontsnapping van Salvatore Giuliano.
1943. Salvatore was eerst een onschuldige jongen die samen met zijn goede vriend en latere rechterhand Pisciotta speelde in de natuur van Montelepre, zijn woonplaats. Het liep mis toen hij twee zakken graan wilde smokkelen en tegen werd gehouden door de carabinieri. In deze aanhouding schoot Giuliano een agent neer en vluchtte. Zo werd hij genoodzaakt zich terug te trekken in de bergen. De carabinieri zocht hem, maar door zijn tactisch inzicht wist hij deze terug te slaan. Terwijl Giuliano in de bergen leefde, dacht hij na over de situatie en groeide zijn rechtvaardigheidsgevoel.
Aspanu Pisciotta hielp Giuliano als voortvluchtige en Hector Adonis, de professor en peetoom van Giuliano fungeerde als een soort raadgever. Giuliano begon op te treden als een soort Robin Hood, hij stal van de rijken en verdeelde het onder het volk van Montelepre.
Giuliano zijn rijk begon te groeien en Don Croce observeerde dit. Hij zag hoe de bende van Turi groeide. In Portella Della Ginestra, 1 mei, sprak men over de schande van Giuliano. Giuliano wilde de mensen die daar een demonstratie gaven wegjagen en gaf opdracht aan zijn twee onderleiders, Passatempo en Terranova, om over de hoofden heen te schieten. Elf mensen werden vermoord door een zogezegde afwijking van het machinegeweer. Later blijkt dit een overeenkomst te zijn tussen Don Croce en Passatempo.
Er werd in Rome onder Kolonel Luca een Bijzondere Strijdkrachten van het banditisme opgericht, tegen Giuliano. Het einde verrast wanneer Pisciotta, Giuliano verraadde en hem doodschoot bij de ruînes. Op het einde wanneer Pisciotta in de gevangenis zit, en Adonis onderweg was naar zijn cel, werd Aspanu Pisciotta vergiftigd en Adonis stak een briefje in zijn voorzak van zijn hemd. Adonis wreekte Giuliano zijn dood en toen Giuliano nog leefde, deed hij dit met al zijn verraders. Op het briefje stond: "Zo sterven allen die Giuliano verraden."
Het boek eindigt op een begraafplaats waar Adonis en Don Croce het graf bezoeken van deze twee helden.

## Bewerkingen
In 1987 werd De Siciliaan verfilmd als The Sicilian door Michael Cimino. De hoofdrol wordt vertolkt door Christopher Lambert als Salvatore Giuliano. Vanwege auteursrechten op de personages komen Michael Corleone en Clemenza niet voor in de film.